# シクロドデカノン
シクロドデカノン(Cyclododecanone)は、化学式(CH2)11COの有機化合物である。環状ケトンであり、室温では白色固体である。シクロドデカンの酸化から、シクロドデカノールを介して作られる。
シクロドデカノンは、主に、1,12-ドデカン二酸やラウロラクタムの前駆体として用いられる。また、香料等の成分の1つとして用いられるシクロヘキサデカノンに変換されることもある。